# Idomene aberrans
Idomene aberrans är en kräftdjursart som beskrevs av Por 1964. Idomene aberrans ingår i släktet Idomene och familjen Thalestridae. Inga underarter finns listade i Catalogue of Life.